# Fudżajra (miasto)
Fudżajra (arab. الفجيرة) – miasto w Zjednoczonych Emiratach Arabskich, stolica emiratu Fudżajra, nad Zatoką Omańską.
Fudżajra liczyła w 2021 ok. 119 tys. mieszkańców. Znajdują się tam m.in. zakłady materiałów budowlanych, stocznia, odsalarnia wody morskiej, targi wielbłądów, port handlowy i rybacki oraz port lotniczy o tej samej nazwie.